# 卢卢岛
卢卢岛，又譯鷺島，是加拿大卑詩省温哥华以南的一个近陆三角洲島嶼，位于菲沙河注入喬治亞海峽的河口湾，南北兩邊由菲沙河的两个岔流包圍。盧盧島的大部分面積由大溫哥華地區的列治文市管轄，並構成該市的主要部分；島嶼東端一小部分則歸二埠市，為該市的昆士堡社區所在。

## 歷史
歐裔殖民從1860年代起到此定居，而盧盧島則於1862年命名，名稱來自一位名為露露·斯威特（Lulu Sweet）的舞女。位於菲沙河河口的盧盧島土質肥沃，因此吸引農民到此作業，但他們需先修築堤壩和抽走土地水分才能展開耕種。為了方便日後興建和維護堤壩橋樑等基礎建設，當地居民向省政府申請設立地區政府，「列治文自治市」遂於1879年11月10日正式成立。
除了農業外，當地漁業亦發展興旺，位於盧盧島西南角的史提夫斯頓亦從1880和90年代起成為當地的漁產品加工業重鎮。到1901年史提夫斯頓一帶人口達810人，當中日本裔居民佔總數58%，而沿著河岸而建的漁產品罐頭廠也達致15間。加拿大太平洋鐵路的溫哥華與盧盧島鐵路線於1901年開通，連接溫市與史提夫斯頓，而卑詩電力鐵路公司則從1905年起租用該軌道營運市際電車服務。
二戰期間加拿大聯邦政府下令將國内日裔居民遣送到卑詩內陸及艾伯塔省的集中營（見日裔加拿大人囚禁），當中包括約2600名居於史提夫斯頓的日裔居民，當地日裔社群遂受重創。此外，戰後區內的罐頭廠也相繼結業，而通往溫哥華的市際電車亦於1958年停駛。史提夫斯頓則於20世紀後期發展成旅遊區。

## 地理
盧盧島北面隔着菲沙河北岔流和其中的米切爾島（Mitchell Island）與溫哥華市、本拿比市和二埠市區對望，西北方與海島被菲沙河中岔流相隔，東面與安那西斯島（Annacis Island）為鄰，南面則隔菲沙河南岔流與列治文的南岔流群島和三角洲半岛相望。
盧盧島是加拿大西海岸地势最低的地区之一，平均海拔为1米，也有学者称卢卢岛是低於海平面的，島嶼沿岸因此由堤壩所包圍以抵禦洪水的威脅。此外，盧盧島是由菲沙河帶到下游的泥沙沖積而成，遇到大型地震的話有可能受土壤液化影響而面臨重大破壞。

## 交通

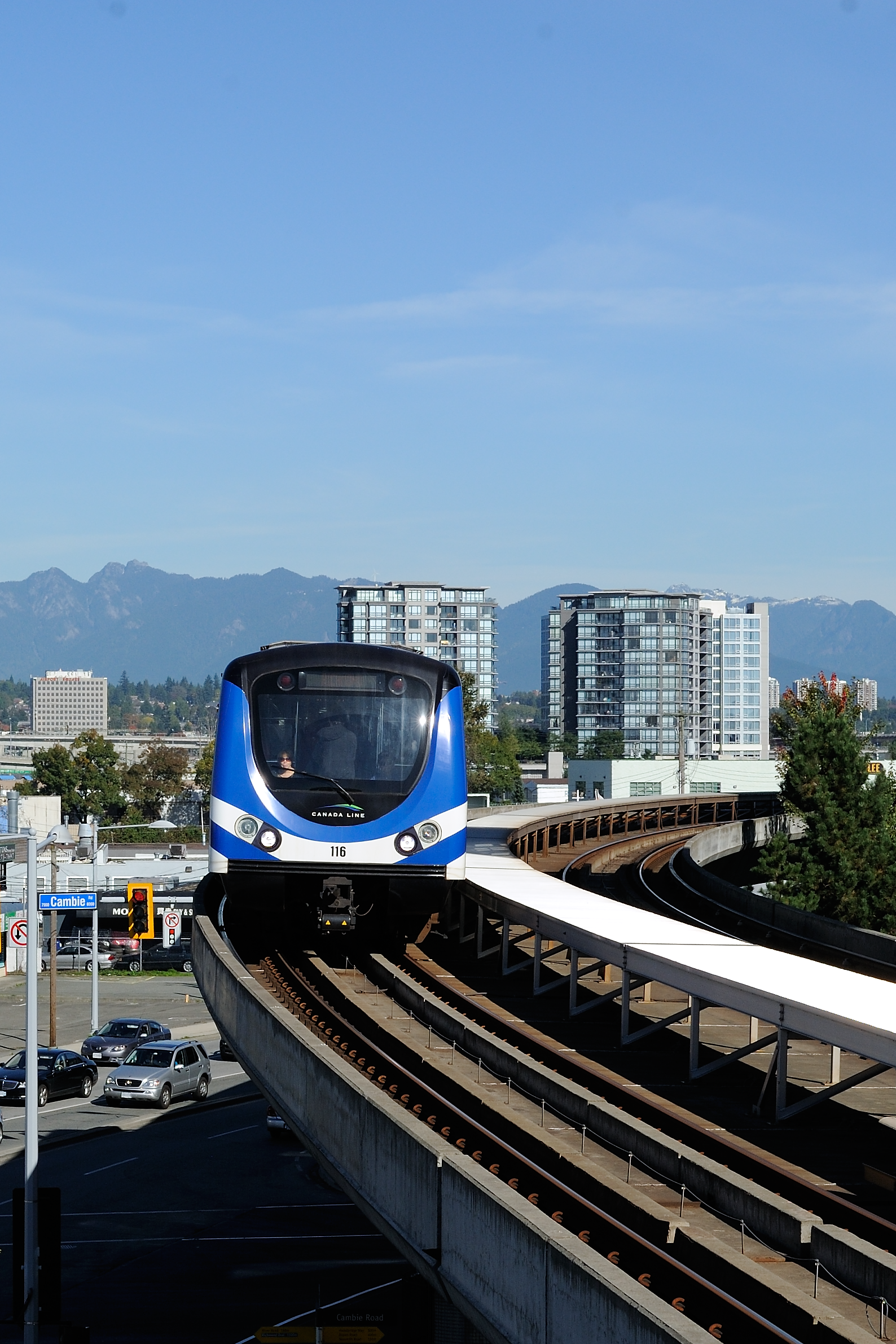
盧盧島上的架空列車加拿大線路段

盧盧島透過橋隧與大溫哥華的其他地區相連；該島的對外行車橋隧如下：
| 跨越         | 橋隧                               |
| ------------ | ---------------------------------- |
| 菲沙河中支流 | 二號路橋、甸斯摩橋、莫禮橋、海島橋 |
| 菲沙河北支流 | 渥街橋、乃街橋、昆士堡橋           |
| 安那西斯河道 | 德爾文路橋、91號公路橋             |
| 菲沙河南支流 | 喬治·馬西隧道                      |

島上有兩條達致高速公路規格的省級公路，分別為99號公路和91號公路。99號公路在盧盧島西北角經渥街橋通往溫哥華市的馬寶區，在盧盧島南端則經喬治·馬西隧道通往三角洲的拉德納社區。91號公路呈東西向，西起99號公路，在盧盧島東端經橋樑通往三角洲的安那西斯島。此外，盧盧島上的乃街路段亦大致為高速公路規格，在該島北端經乃街橋通往溫哥華市。
島上公共交通服務由運輸聯線提供。除了巴士服務外，運聯轄下的架空列車加拿大線亦駛經盧盧島。島上四個加拿大線車站從北至南分別為橋港站、時代坊站、蘭斯登站和列治文－布里格豪斯站。